# Agathis nigra
Agathis nigra är en stekelart som beskrevs av Christian Gottfried Daniel Nees von Esenbeck 1812. Agathis nigra ingår i släktet Agathis och familjen bracksteklar. Arten är reproducerande i Sverige. Inga underarter finns listade i Catalogue of Life.